# Maria Helena Andrés
Maria Helena Coelho Andrés Ribeiro (Belo Horizonte, 2 de agosto de 1922) é artista plástica, escritora e professora brasileira. 

## Biografia
Vive no Retiro das Pedras, em Brumadinho. Iniciou sua formação artística nos anos 40, estudando pintura com Carlos Chambelland, entre 1940 e 1944, no Rio de Janeiro, e com Alberto da Veiga Guignard, entre 1944 e 1947, em Belo Horizonte. Chegou a ter aulas particulares com Aurélia Rubião quando menina. Em Nova York, foi aluna de Theodorus Stamus em 1961.
Em meados da década de 1960, escreveu sobre arte para os jornais Diário de Minas e Estado de Minas. 
Lecionou desenho e pintura na Escola Guignard, tendo sido sua diretora em 1965.
Realizou viagens culturais à Índia, exposições individuais e coletivas no Brasil, nos EUA, na Europa e na América Latina. Participou de várias Bienais Internacionais de São Paulo, destacando-se as Salas Especiais: Arte Construída, na XII Bienal (1973); Pintura Abstrata, Efeito Bienal, na XX Bienal (1989); e As Abstrações, na Bienal Brasil Século XX (1994). 
Possui obras em acervos públicos, entre eles Museu da Pampulha, Museu Mineiro e Fundação Clóvis Salgado, em Belo Horizonte; Aeroporto Internacional Tancredo Neves, em Confins; Prefeitura Municipal e Museu de Arte Moderna, em São Paulo; Museu Nacional de Belas Artes e Museu de Arte Moderna, no Rio de Janeiro; Fundação Cidade da Paz, em Brasília; Museu Spokje, na Sérvia;  Phillips Collection e Brazilian American Cultural Institute, em Washington DC (EUA), e Museum of New Mexico, em Santa Fé (EUA).
Publicou os livros Vivência e arte (Agir, 1966), Os caminhos da arte (Vozes, 1977 e C/Arte, 2000), Encontro com mestres no oriente (Luz Azul, 1993), Maria Helena Andrés - depoimento (Coleção Circuito Atelier, C/Arte, 1998); álbum OrienteOcidente: integração de culturas (Morrison Knudsen, 1984) e Maria Helena Andrés (C/Arte, 2004).

## Arte e literatura
Maria Helena Andrés criou ao longo do tempo um vínculo muito forte com a literatura, a qual foi utilizada para fazer referências às obras e vivências adquiridas em suas viagens. Em tudo que escrevia procurava conectar arte à literatura. Por exemplo, em Vivência e Arte (Agir, 1966), a artista discute a criatividade e natureza da comunicação artística, defendendo a existência de um impulso espiritual no movimento criador, ideia da filosofia de Jacques Maritain e Kandinsky.
Nos anos de 1970, quando realiza as suas primeiras viagens, Maria Helena Andrés se utiliza de suas experiências regionais em cada lugar, sobretudo no oriente, para compor artigos e publicações escritas. Um exemplo é Oriente - Ocidente: Integração de Culturas, que foi divulgado em 1984 e discorre sobre as diferenças culturais entre Brasil e Índia.

## Obras
Dentre suas principais obras, constam:
- Alvorada Vermelha (1961)
- Menina e o papagaio (1950)
- Paisagem (1951)
- Plataforma Espacial (1967)
- Barco (1983)
- Floresta em Chamas (1989)
- Barcos (1989)
- Impulsos (1989)
- Planícies verde (2006)
- Amanhecer (2006)
- Embarcação iluminada (2006)

## Exposições
Dentre suas principais exposições, constam:
- Salão Nacional de Belas Artes (Rio de Janeiro, RJ, 1943)
- Alunos de Guignard (Rio de Janeiro, RJ, 1944)
- Salão Nacional de Belas Artes (Rio de Janeiro, RJ, 1946)
- Salão Nacional de Belas Artes (Rio de Janeiro, RJ, 1947)
- Alunos de Guignard (Belo Horizonte, MG, 1947)
- Maria Helena Andrés (Belo Horizonte, MG, 1947)
- Salão Nacional de Belas Artes (Rio de Janeiro, RJ, 1948)
- Salão Nacional de Belas Artes (Rio de Janeiro, RJ, 1951)
- Bienal Internacional de São Paulo (São Paulo, SP, 1951)
- Salão Nacional de Arte Moderna (Rio de Janeiro, RJ, 1952)
- Maria Helena Andrés (Belo Horizonte, MG, 1953)
- Salão Nacional de Arte Moderna (Rio de Janeiro, RJ, 1953)
- Bienal Internacional de São Paulo (São Paulo, SP, 1953)
- Maria Helena Andrés (Rio de Janeiro, RJ, 1954)
- Salão Preto e Branco (Rio de Janeiro, RJ, 1954)
- Salão Nacional de Arte Moderna (Rio de Janeiro, RJ, 1955)
- Maria Helena Andrés (Belo Horizonte, MG, 1955)
- Bienal Internacional de São Paulo (São Paulo, SP, 1955)
- Salão Nacional de Arte Moderna (Rio de Janeiro, RJ, 1957)
- Arte Moderna no Brasil (Montevidéu, Uruguai, 1957)